# Grad Spodnji Čretež
Grad Spodnji Čretež (nemško Reitenburg) je stal nad vasjo Dolenje Laknice v občini Mokronog-Trebelno.

## Zgodovina
Grad Spodnji Čretež je bil pozidan že v 12. stoletju, vendar je v zgodovinskih listinah prvič izrecno omenjen šele leta 1354 kot "haus Reutenberch" in nato leta 1378 kot "vest Reutenberg". Grad in gospostvo sta bila družinski sedež vitezov Čreteških (Reutenbergov), sicer pa je bila posest fevd Višnjegorskih, Andeških,Spanheimov nato pa fevd koroških deželnih knezov, oglejskih patriarhov in sekundarni fevd Celjskih. Med vitezi Čreteškimi je prvi izpričan leta 1228 vitez Reudiger von Reitenburg, ki mu leta 1250 sledi Nikolaj, leta 1268 sta izpričana Grifo in Nikolaj de Reutenberch. V listinah iz leta 1305 pa se pojavljajo Ortolf, Perhtolt in Herman. Leta 1317 je grajski gospodar Bertold in njegovi sinovi Greif, Friderik, Herman in Ortolf, leta 1334 pa brata Greif in Herman ter njuni bratranci Pertold, Greif, Jakob, Ortolf, Liupold in Friderik. Leta 1361 je bil gospodar Nykelleins von Rewenberch, leta 1394 pa plemeniti Hertlein in Mertlein.
Vitezi čreteški so bili spretni vojščaki in tudi roparski vitezi. Desetletja so pustošili po dolenjski freisinški posesti in posesti kostanjeviškega samostana. Leta 1378 se je Friderik Čreteški   v dvoboju spopadel z Rudolfom Svibenskim (Ostrovrharjem) in ga premagal ter izročil avstrijskemu vojvodi. Polastili so se freisinškega dvorca v Kozjanah pri Šmarjeti in gradu Štrlek (Straleck) pri Šmarjeških Toplicah. Ne glede na to pa so bili Čreteški preko sto let ena od najimenitnejših kranjskih plemiških družin. Grobnico so imeli v samostanu Stična. Vitez Grifo (Greif) Čreteški je bil goriški glavar v Metliki okoli leta 1322, 1330 pa gravar goriške grofije v Gorici. Številni člani rodbine so bili gradiščani na Starem gradu pri Otočcu, v Kostanjevici, Brežicah in drugod. Več posestev in dvorov so imeli pri Igu pri Ljubljani. Ena od vej se je naselila na gradu Štrlek, druga pa na Gorenjem Mokronogu. Nekateri so se uveljavili tudi na habsburškem dvoru. Med letoma 1342 in 1378 sta bila Greif in Leopold Čreteška komornika na Koroškem, Kranjskem in Slovenski krajini. Sredi 14. stoletja so pridobili več oglejskih fevdov, ki pa so jih kmalu prodali Celjskim grofom. Leta 1358 je grof Friderik Celjski poravnal velik dolg Fritza Čreteškega, 1363 pa so Celjani tudi formalno dobili od oglejskega patriarha Čretež v fevd. Leta 1455 je del gradu pripadel sorodniku Čreteških Engelhardu Turjaškemu. V drugi polovici 15. stoletja so čreteško gospostvo že upravljali oskrbniki, saj je bil leta 1461 čreteški oskrbnik Friderik Prager.
Po izumrtju Čreteških vitezov je grad in gospostvo leta 1487 pridobil sorodnik Hartman pl. Kraigh, za njim pa so dedovali pl. Lambergi. Ti niso živeli na gradu ampak so imeli upravnike kastelane - takšen je bil leta 1497 Ulrik Gall. V 16. stoletju naj bi grad osvojili in razdejali Turki. Grofa Maks Engelbert in Herbert Lamberga sta gospostvo leta 1696 prodala Stiškemu samostanu. Po razpustu samostana leta 1781 pa je lastnik Čreteža postala dvorna komora. Leta 1825 je baron Anton Schweiger gospostvo kupil od Ilirske dvorne komisije, četrt stoletja kasneje je Čretež kupil Julij pl. Valmagoni. Od leta 1885 pa je bil lastnik Friderik Berdajs, posestnik na Savi pri Litiji. Leta 1770 je strela udarila v grad in ga uničila. V bližini gradu stojijo mogočne ruševine romanskega stolpa gradu Zgornji Čretež in ruševine dvorca Čretež. Pot do gradu je zapiral še en manjši stolp, katerega lokacija ni znana.

## Legenda
Po legendi naj bi skozi votlo pečevje gradova Spodnji Čretež in Klevevž povezoval skrivni hodnik, katerega so graščaki uporabljali za roparske pohode. Vhod naj bi bil zasut že v srednjem veku.